# Orujo
Orujo är en alkoholdryck som skapas genom destillering av resterna av pressade vindruvor. Drycken är populär i nordvästra Spanien. Drycken är nära besläktad med grappa. Den finns i Systembolagets sortiment (September 2023).